# 谷川竜太郎
谷川 竜太郎（たにがわ りゅうたろう、1964年1月30日 - ）は、日本の実業家、一級建築士。元ファッションモデル、元俳優。
かつては石原プロモーションに所属し、「谷川 竜」（たにがわ りゅう）の名で活動していた。

## 略歴
広島県出身。大島商船高等専門学校の航海科に進学し、「日本丸」の処女航海に参加した後、講談社『MEN'S CLUB』の選考会で優勝しファッションモデルとしてデビュー。1988年に石原プロの新人オーディションで合格し、翌年『ゴリラ・警視庁捜査第8班』で俳優としてもデビュー。多くのドラマに出演する。
しかしバブル崩壊後、石原プロの製作事業縮小などの影響で同社を退社。モデルエージェンシー「アダムス」に移りファッションモデルに復帰。CM・雑誌で活躍していた。
芸能界を引退する直前は、夜は新聞配達、昼間は花屋といった、時給800円のバイトを掛け持ちして家族を養っていたが、完全に芸能界引退後は、夫人の実家が建築業だったこともあり、義父の建設会社に入社。平日は働き、土日に専門学校に通いながら勉強して、40歳の時一級建築士の資格を取得。現在は、2009年に建築会社を設立して自営で活動している。

## 出演作品
- ゴリラ・警視庁捜査第8班（1989年 - 1990年） - 谷川竜太郎 役
- 代表取締役刑事（1990年 - 1991年） - 中西大吉 役
- 生命燃ゆ（1992年） - 相川徹夫 役
- 愛しの刑事（1992年 - 1993年） - 山下ひろし 役
- 暴れん坊将軍III 第122話「め組の半次郎、純情す!」（1990年、ANB） - 立花福太郎 役
- 大河ドラマ花の乱【1994年）
- 殿さま風来坊隠れ旅 第6話「おらんだ遊女の夢」（1994年、ANB）
- 私、味方です第11回「ラストラブ」（1995年）

## 確認情報
- 「会社の流儀BLOG」2014年10月7日分記事より